# 卓球芸人
takkyuu geinin（たっきゅうげいにん）とは、卓球を主なコンテンツとした日本のYouTubeチャンネル、又はその出演者である。
なお、個人情報は一切公表していないために本名、生年月日は不明である。

## 概要
2016年より卓球に関する動画を投稿している。YouTube上では、「卓球あるある」「たっきゅうかみしばい」というシリーズを主に投稿しており、卓球でのチャレンジ動画なども稀に投稿する。
YouTube以外にも、芸人や、卓球のコーチとしても活動しており、女優である橋本環奈などの有名人にも卓球を教えていた。その他にドラマの卓球シーンの監督を担っていることがある。
高校生時代に全国大会に出場しており、今でも所属チームで大会に参加しているという。

## 演者
チャンネルには複数の人物が出演している。
ぴんぽん
このチャンネルの編集者で、ほとんどの動画は彼が出演する。
ラケットは右利き用、シェーク
田中（たなか）
様々な役として出演する。
ラケットは左利き用、ペン
また彼のYouTubeチャンネル「カクテルタナカ」というチャンネルも存在している
風（ふう）
ぴんぽんの後輩役として出演することが多い。
ラケットは右利き用、シェーク
また彼はオガワヒトシという名で漫画家としても活動している
風が出てくる前には女性やこの欄に載っていない男性（卓球コントのふくよかな男性等）が登場することがあったが詳細は不明である。

## 出演

### テレビ番組
出典:
- 天才てれびくんYOU (NHK教育) - ゲスト出演。
- オトナヘノベル (NHK総合) - 卓球部員の赤松良樹役として出演。
- テストの花道ニューベンゼミ (NHK総合) - 卓球勉強動画にて出演。
- SPORTS JAPAN (NHK総合) - 動画制作に関してのインタビューにて出演。
- あらびき団 (TBS) - 卓球YouTuberにて出演。
- 王様のブランチ (TBS) - 卓球トリックショットにて出演。
- Nスタ（TBS） - 動画が出来上がるまでの特集。
- あさチャン！（TBS） - 卓球ネタ動画
- 内村てらす2  (日本テレビ) - スタジオゲストにてコント、サーブ指導等。
- す・またんZIP (日本テレビ) - 卓球規格 外芸人にて出演。
- PON！ (日本テレビ) - ネットで話題の卓球動画は誰だ！？にて出演。
- 笑っていいとも (フジテレビ) - 卓球なぞなぞにて出演。
- めざましテレビ (フジテレビ) - 卓球あるあるにて出演。
- ワイドナショー (フジテレビ) -

卓球アシスタント。
- 神ってる！奇跡の物語夜な夜なスポーツ  (フジテレビ) - トリックショットにて出演。
- 神ってる！奇跡の物語夜な夜なスポーツ （フジテレビ） - トリックショットにて出演
- さまぁ〜ずのご自慢列島ジマング (5月15日、9月4日、フジテレビ) - ピンポン危機一髪にて出演、ピンポンボーリングにて出演。
- 爆笑ヒットパレード (フジテレビ) - フジ男にて出演。
- グッド！モーニング (テレビ朝日) - ドラマメイキングVTRにて出演。
- ピンポーン！怜奈ちゃんねる (テレビ東京) - CMメイキングVTRにて出演。

### CM
- 世界卓球2014 - 卓球選手のモノマネにて出演。